# Charles Donagh Maginnis
Charles Donagh Maginnis (7 de enero de 1867-15 de febrero de 1955) fue un arquitecto irlandés-estadounidense. Emigró a Boston a los 18 años, se formó como arquitecto y luego formó la firma Maginnis & Walsh, diseñando edificios eclesiásticos y de campus en todo Estados Unidos. De 1937 a 1939 Maginnis ocupó el cargo de presidente del American Institute of Architects.

## Biografía
Maginnis nació en el condado de Derry, en Irlanda, el 7 de enero de 1867 hijo de Charles Maginnis y Bridget Maginnis. Asistió a escuelas locales allí antes de ingresar a la Academia Cusack de Dublín. Emigró a América y pasó un tiempo en Torontop antes de instalarse en Boston a los 18 años. Allí consiguió su primer trabajo como aprendiz del arquitecto Edmund M. Wheelwright como dibujante. En 1900 se convirtió en miembro de la Sociedad de Arquitectos de Boston, desempeñándose como presidente de 1924 a 1926. Aunque trabajó en varios estilos, Maginnis se convirtió en un destacado defensor de la arquitectura gótica y en un escritor y orador elocuente sobre el papel de la arquitectura en la sociedad. Su trabajo pionero influyó y fue influenciado por su colega gótico Ralph Adams Cram.
En 1898, Maginnis se asoció con Timothy Walsh y Matthew Sullivan para formar Maginnis, Walsh and Sullivan. Este fue el mismo año en que diseñó la iglesia católica de St. Patrick en Whitinsville. Esta comisión comenzó su carrera diseñando edificios para la Iglesia Católica.  En 1906, Sullivan se retiró y la firma pasó a llamarse Maginnis & Walsh. Esta firma se convertiría en una de las principales firmas de arquitectura de la primera mitad del siglo XX. En 1907 se casó con Amy Brooks, con quien tuvo cinco hijos.
En 1909, Maginnis & Walsh ganó el concurso para construir el nuevo campus de Boston College en Chestnut Hill. El diseño gótico universitario fue considerado "el campus más hermoso de Estados Unidos" por la revista The American Architect y estableció la reputación de la empresa en la arquitectura universitaria y eclesiástica.
Maginnis & Walsh pasó a diseñar edificios en más de veinticinco colegios y universidades de todo el país, incluidos los edificios principales en Emmanuel College, en Boston, la capilla en Trinity College y la facultad de derecho en la Universidad de Notre Dame. Además, el diseño de la Torre Gasson en el Boston College se considera un predecesor de las torres dominantes de los campus universitarios góticos como la Torre Harkness en la Universidad Yale y la torre de la capilla en la Universidad Duke por Horace Trumbauer entre 1930 y 1935.
En el área de Boston, Maginnis también construyó la iglesia de Santa Catalina de Génova en Somerville, la Iglesia de San Juan Evangelista en Cambridge y la iglesia de San Aidan en Brookline, donde era feligrés junto con la familia Kennedy y otros prominentes irlandeses-estadounidenses. El templo de San Aidan, el lugar del bautizo de John F. Kennedy, se ha cerrado desde entonces y es posible que se convierta en vivienda en un futuro próximo. En otras partes del país diseñó la Basílica del Santuario Nacional de la Inmaculada Concepción en Washington D. C., la Catedral de María Nuestra Reina en Baltimore y el interior de la Basílica de Santa María de Emmanual Masqueray en Mineápolis, así como la sacristía y la rectoría. para la Catedral de San Pablo en San Pablo. Entre sus otros diseños se encuentran el presbiterio de Iglesia de la Trinidad en Copley Square de Boston y el altar mayor de la Catedral de San Patricio, en Nueva York.
De 1937 a 1939 Maginnis ocupó el cargo de presidente del American Institute of Architects. En 1945 fue nombrado caballero de la Orden de Malta. En 1948, el Instituto le otorgó la Medalla de Oro por "servicio destacado a la arquitectura estadounidense", el premio más alto en la profesión. Recibió títulos honoríficos de, entre otros, Boston College, Harvard, Holy Cross, Notre Dame y Tufts. Murió en el Hospital St. Elizabeth en Boston en 1955.
Los archivos de Charles D. Maginnis y los archivos de Maginnis & Walsh se encuentran en la Biblioteca Burns de Libros Raros y Colecciones Especiales del Boston College. La colección Maginnis & Walsh de la Biblioteca Pública de Boston contiene obras del estudio de arquitectura de 1913 a 1952.

## Galería

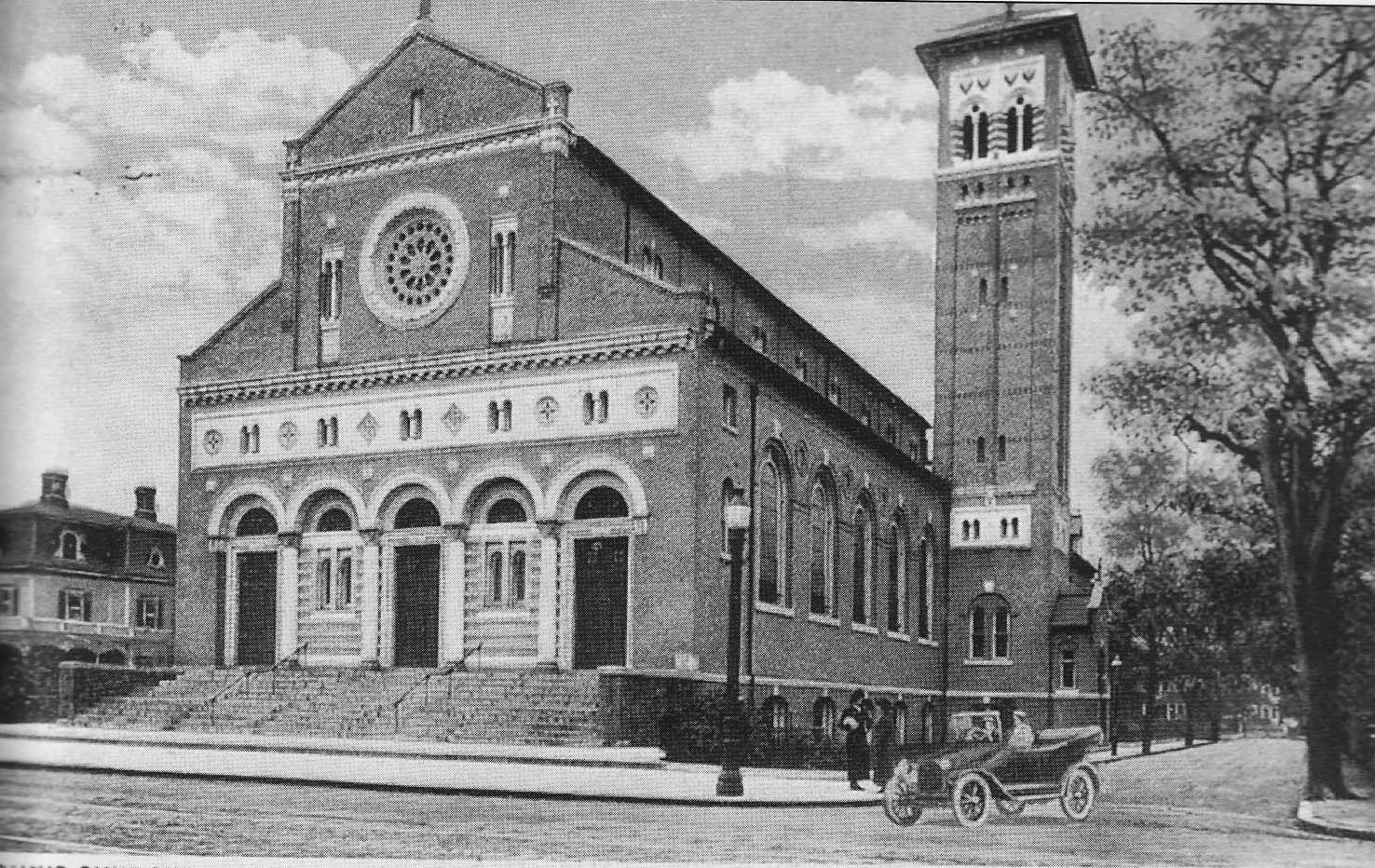
Iglesia de San Juan Evangelista en Cambridge
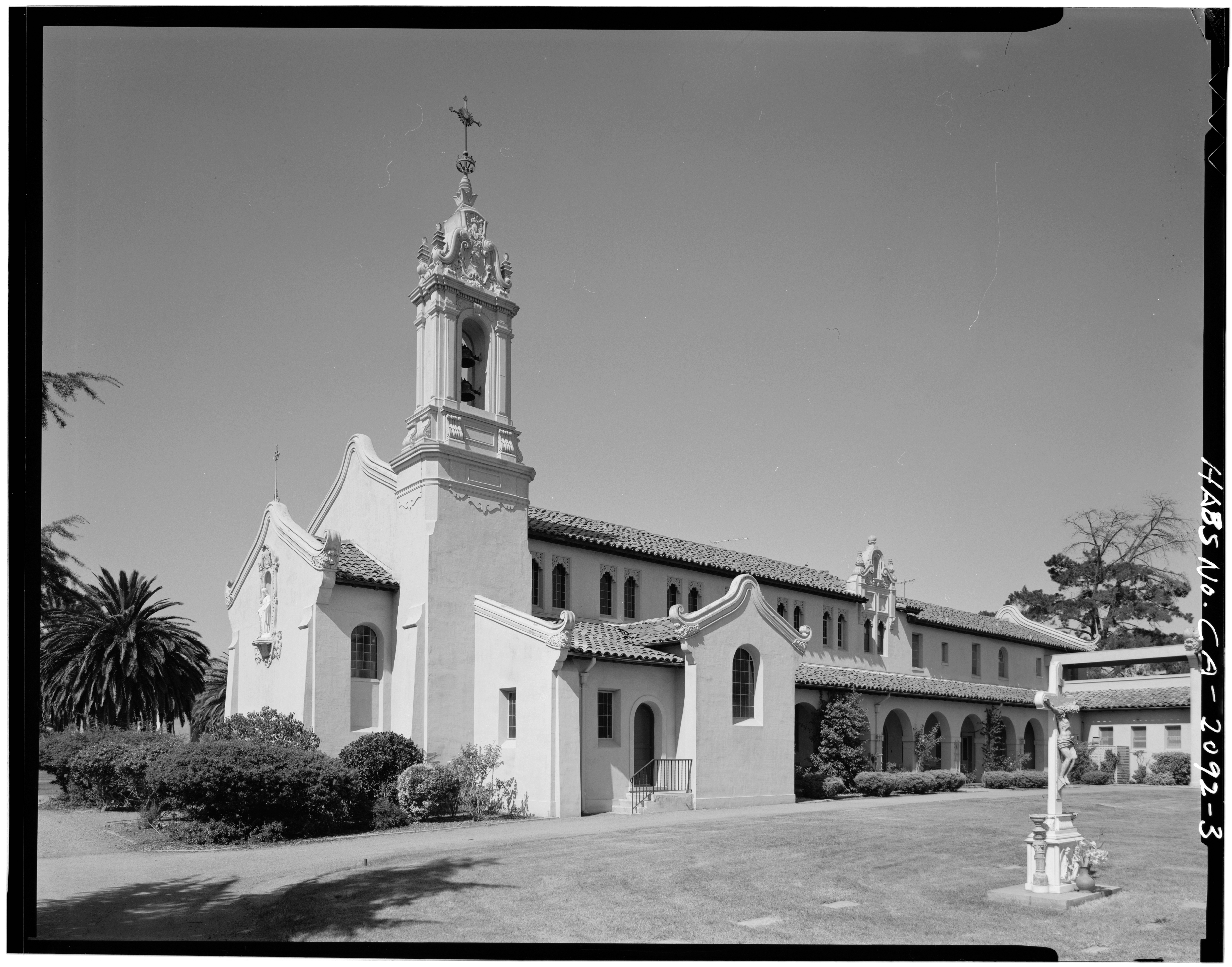
Seminario Maryknoll en Cupertino